# Хлинско (Хрудим)
Хлинско (чеш. Hlinsko) град је у Чешкој Републици. Хлинско је град у оквиру управне јединице Пардубички крај, у где припада округу Хрудим.

## Географија
Град Хлинско се налази у средишњем делу Чешке републике. Град је удаљен од 150 км источно од главног града Прага, а од првог већег града, Пардубица, 40 км јужно.
Хлинско се налази у источном делу Бохемије, у области Хлинечко. Град лежи на истоку Средњочешке котлине, на приближно 580 м надморске висине. Кроз град протиче река Хрудимка, притока Лабе, а око града се издижу планине Ждарски врхови и Железне горе.

## Историја
Подручје Хлинског било је насељено још у доба праисторије. Насеље под данашњим називом први пут се у писаним документима спомиње почетком 14. века, а насеље је 1834. године добило градска права.
Године 1919. Хлинско је постао део новоосноване Чехословачке. У време комунизма град је нагло индустријализован. После осамостаљења Чешке дошло је до пада активности индустрије и тешкоћа са преструктурирањем привреде.

## Становништво
Хлинско данас има око 10.000 становника и последњих година број становника у граду лагано опада. Поред Чеха у граду живе и Словаци и Роми.

## Галерија
- Музеј у Хлинском
- Некадашња градска синагога
- Етно-село

## Партнерски градови
- Пухов